# Oligostroma zelandicum
Oligostroma zelandicum är en svampart som beskrevs av Syd. 1934. Oligostroma zelandicum ingår i släktet Oligostroma och familjen Mycosphaerellaceae.   Inga underarter finns listade i Catalogue of Life.